# 3–10 Crown Circus

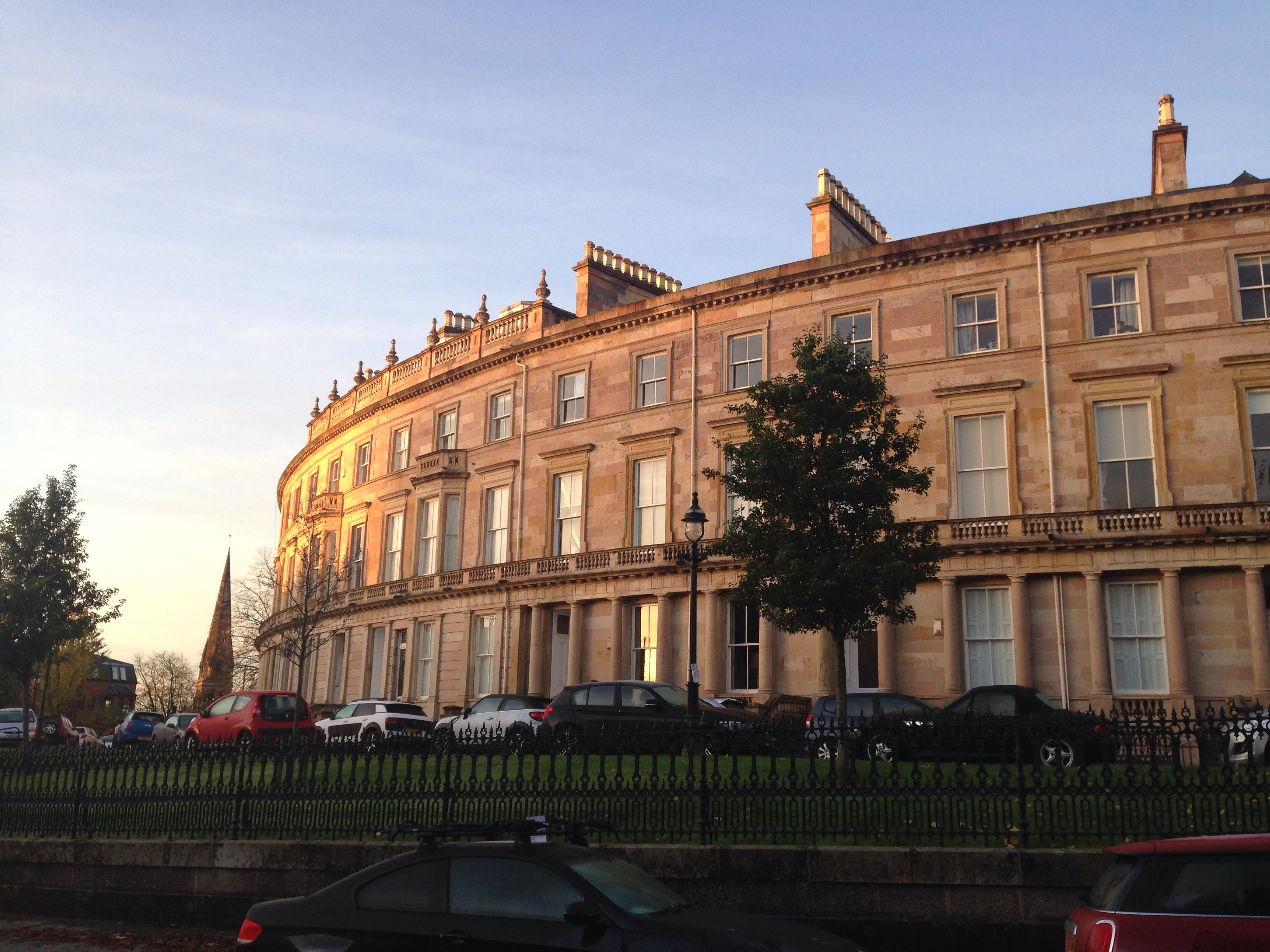
3–10 Crown Circus

Unter der Adresse 3–10 Crown Circus in der schottischen Stadt Glasgow befindet sich ein Ensemble von Wohngebäuden. 1970 wurde das Bauwerk als Einzeldenkmal in die schottischen Denkmallisten in der höchsten Denkmalkategorie A aufgenommen. Des Weiteren ist es Teil eines umfassenderen Denkmalensembles.

## Geschichte
Die Gebäude entstanden zwischen 1858 und 1859. Für den Entwurf zeichnet der schottische Architekt James Thomson in Zusammenarbeit mit John Baird verantwortlich.

## Beschreibung
Die klassizistische Gebäudezeile liegt an der Straße Park Circus im nordwestlichen Glasgower Stadtteil Dowanhill. Das Ensemble beschreibt einen weiten Bogen, sodass ein flacher, U-förmiger Grundriss entsteht. Die straßenseitigen Hauptfassaden der einzelnen Häuser sind jeweils drei Achsen weit. Die gesamten 24 Achsen sind im Schema 9–6–9 angeordnet. Im Erdgeschoss flankieren dorische Säulen sämtliche Gebäudeöffnungen. Eine Ausnahme bilden die zentralen Gebäude, die mit dorischen Pilastern ausgestaltet sind. Die zweiflügligen Eingangstüren mit Kämpferfenstern sind über eine kurze Vortreppe zugänglich. Die Säulen tragen einen Triglyphenfries mit Gurtgesimse und aufsitzender Balustrade.